# Flaming Gorge
Flaming Gorge – jednostka osadnicza w Stanach Zjednoczonych, w stanie Utah, w hrabstwie Daggett.